# Elisabeth Dorothea van Saksen-Gotha

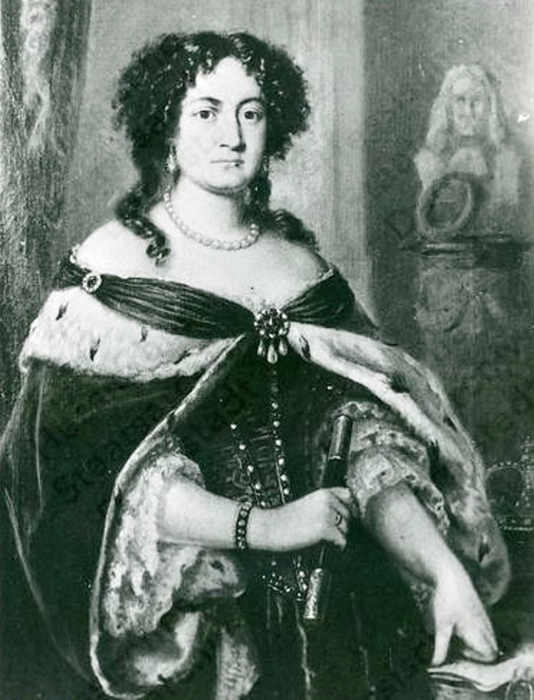
Elisabeth Dorothea van Saksen-Gotha.

Elisabeth Dorothea van Saksen-Gotha (Coburg, 8 januari 1640 - Butzbach, 24 augustus 1709) was van 1666 tot 1678 landgravin en van 1678 tot 1688 regentes van Hessen-Darmstadt. Ze behoorde tot het huis Saksen-Gotha-Altenburg.

## Levensloop
Elisabeth Dorothea was de oudste dochter van hertog Ernst I van Saksen-Gotha uit diens huwelijk met Elisabeth Sophia, dochter van hertog Johan Filips van Saksen-Altenburg.
Op 5 december 1666 huwde ze op het Slot van Friedenstein in Gotha met landgraaf Lodewijk VI van Hessen-Darmstadt (1630-1678), een goede vriend van Elisabeths broer Frederik I van Saksen-Gotha-Altenburg en op het moment van het huwelijk reeds weduwnaar en vader van zes kinderen. 
Zowel Lodewijk VI als haar stiefzoon Lodewijk VII hadden in hun testament Elisabeth als regentes van de staat aangewezen en nadat Lodewijk VI in april 1678 en Lodewijk VII in augustus datzelfde jaar stierven, nam ze het regentschap van Hessen-Darmstadt over in naam van haar minderjarige zoon Ernst Lodewijk. De landgravin werd bijgestaan door een regentschapsraad onder leiding van Weiprecht von Gemmingen en de vergaderingen van deze raad werden door de politiek geïnteresseerde, wereldwijze en daadkrachtige Elisabeth Dorothea voorgezeten. Onder haar bewind kende Hessen-Darmstadt een bloeiperiode. Onder haar regentschap werden ook de bouw van de voorstad van Darmstadt afgewerkt en het weeshuis van Homburg opgericht.
Na de dood van landgraaf Willem Christoffel van Hessen-Homburg-Bingenheim in 1681 kwamen de linies Hessen-Darmstadt en Hessen-Homburg in conflict over diens erfenis. Elisabeth Dorothea eiste namens de linie Hessen-Darmstadt Bingenheim op, wat haar uiteindelijk ook lukte. Nadat haar zoon in 1688 volwassen werd verklaard en haar regentschap ten einde kwam, trok ze zich in haar weduweresidentie Butzbach, van waaruit ze haar zoon op een positieve manier trachtte te beïnvloeden. Elisabeth Dorothea stierf in augustus 1709 op 69-jarige leeftijd, terug.

## Nakomelingen
Elisabeth Dorothea en haar echtgenoot Lodewijk VI kregen acht kinderen:
- Ernst Lodewijk (1667-1739), landgraaf van Hessen-Darmstadt
- George (1669-1705), keizerlijk veldmaarschalk en onderkoning van Catalonië
- Sophia Louise (1670-1758), huwde in 1688 met vorst Albrecht Ernst II van Oettingen-Oettingen
- Filips (1671-1736), keizerlijk veldmaarschalk en gouverneur van Mantua
- Johan (1672-1673)
- Hendrik (1674-1741), keizerlijk officier
- Elisabeth Dorothea (1676-1721), huwde in 1700 met landgraaf Frederik III van Hessen-Homburg
- Frederik (1677-1708), kanunnik in Keulen en Breslau en Russisch veldmaarschalk